# Lukman Sardi
Pour les articles homonymes, voir Sardi.
Lukman Sardi, né le 14 juillet 1971 à Jakarta, en Indonésie, est un acteur indonésien d'origine javanaise-Bugis.

## Biographie
Lukman Sardi est le fils du violoniste indonésien Idris Sardi et le petit-fils de l'actrice indonésienne Hadidjah.

## Filmographie

### Acteur

#### Cinéma
- 1979 :   Cubit - Cubitan
- 1980 :  Anak-Anak Tak Beribu :  Memet
- 1980 :  Gema Hati Bernyanyi
- 2005 : Janji Joni (en) :  Joni's dad (caméo)
- 2005 : Gie (en) :  Herman Lantang
- 2006 :  9 Naga :  Marwan
- 2006 : Berbagi Suami (en) :  Mr. Lik
- 2006 : Jakarta Undercover (en) :  Haryo
- 2006 :  Pesan Dari Surga :  Kuta
- 2007 : Nagabonar Jadi 2 (en) :  Umar
- 2007 :  Suster N :  Surya Wijaya
- 2007 : The Photograph (en) :  Suroso
- 2007 : Quickie Express (en) :  Piktor
- 2008 :  Kawin Kontrak Lagi :  Kang Sono
- 2008 : In the Name of Love (en) :  Aryan Hidayat
- 2008 :  May :  Gandang
- 2008 : Laskar Pelangi (en) :  Adult Ikal
- 2008 :  Kawin Kontrak :  Kang Sono
- 2008 :  Pencarian Terakhir :  Tito
- 2008 :  Takut: Faces of Fear :  Bayu (segment : "Show Unit")
- 2008 :  Lastri
- 2009 : Merah Putih (en) :  Amir
- 2009 :  Heart-Break.com :  The Masseur
- 2009 : Sang Pemimpi (en) :  Adult Ikal
- 2010 :  Tanah Air Beta
- 2010 : Red Cobex (en) :  Yopie
- 2010 :  Darah Garuda :  Amir
- 2010 : Sang Pencerah (en) :  Ahmad Dahlan
- 2010 :  Aku atau Dia :  Mr. Suma
- 2010 :  Jakarta Maghrib
- 2011 :  Serdadu Kumbang :  Mr. Alim
- 2011 : Pengejar Angin (en) :  Mr. Damar
- 2011 : Hearts of Freedom (en) :  Amir
- 2011 : Sang Penari (en) :  Bakar
- 2011 : Semesta Mendukung (en) :  Muslat
- 2012 : Dilema (en) :  Andry (segment : "The Gambler")
- 2012 : Hattrick (id) :  Mr. Toro
- 2012 : Di Timur Matahari (en) :  Samuel
- 2012 :  Cinta di Saku Celana :  Bagas
- 2012 :  Brandal-Brandal Ciliwung
- 2012 :  Rumah di Seribu Ombak :  Aminullah
- 2013 :  Sang Pialang
- 2013 :  Kisah 3 Titik :  Agus
- 2013 : Rectoverso (id) :  Abang (segment : "Malaikat Juga Tahu")
- 2013 :  Leher Angsa :  Mr. Tampan
- 2013 : Soekarno: Indonesia Merdeka (en) :  Hatta
- 2013 :  Laskar Pelangi 2: Edensor :  Ikal
- 2013 :  Cinta Dalam Kardus
- 2014 :  Princess, Bajak Laut dan Alien
- 2014 :  Aku Cinta Kamu
- 2014 :  Negeri Tanpa Telinga :  Ustad Etawa
- 2014 : 7/24 (id) :  Prasetyo Ichsan Setiawan
- 2015 :  Cinta Selamanya
- 2015 :  Gangster :  Mat Killer
- 2015 :  Jenderal Soedirman :  Yusuf Ronodipuro
- 2016 :  The Professionals  :  Corko
- 2017 : Moammar Emka's Jakarta Undercover (id) :  Djarwo
- 2017 :  Night Bus
- 2017 : Sweet 20 (en) :  Aditya
- 2017 : Surat Kecil untuk Tuhan (en) :  Uncle Rudi
- 2017 :  Jailangkung :  Ferdi
- 2018 : 27 Steps of May (en) de Thoersi Argeswara et Ravi L. Bharwani : le père
- 2019 : Gundala (en) :  Ridwan Bahri
- 2019 : Susi Susanti: Love All (en) :  MF Siregar
- 2019 : Abracadabra (en) :  Lindu
- 2019 : Orang Kaya Baru (id) :  Bapak
- 2021 : Photocopier (en) :  le père de Sur
- 2021 : Paranoia (en) :  Gion
- 2022 : Autobiography (en) :  Soewito
- 2024 : La Frontière des ombres (Kabut Berduri) :  Panca Nugraha

#### Télévision
- 1994 : Enam Langkah (id)
- 2000 : Cinta Yang Kumau (id)
- 2000 : Kawin Lari (id)
- 2020 : The Bridge (en) : commandant Bayu Soemarsono (saison 2, sur Viu / HBO Asia)
- 2023 : Blood Curse (id) : Ahmad Kusumawijaya (sur Disney+ Hotstar)

### Scénariste (télévision)
- 2022 : Bad Parenting (id) (mini-série télévisée, 1 épisode)

### Réalisation (cinéma)
- 2009 : Sang Penjahit (id) (court métrage)
- 2015 : Di Balik 98 (id)  (prix du meilleur réalisateur au box-office indonésien 2016)

## Prix et nominations
| Année | Récompense                         | Catégorie                                        | Œuvre                                            | Résultat   |
| ----- | ---------------------------------- | ------------------------------------------------ | ------------------------------------------------ | ---------- |
| 2005  | Festival du film indonésien        | Citra Award for Best Supporting Actor            | Gie                                              | Nomination |
| 2006  | Bali International Film Festival   | The Best Actor                                   | Lukman Sardi                                     | Lauréat    |
| 2006  | MTV Indonesia Movie Awards         | Most Favorite Actor                              | 9 Naga                                           | Nomination |
| 2006  | Bandung Film Festival              | Best Male Leading Role                           | 9 Naga                                           | Lauréat    |
| 2007  | Bandung Film Festival              | Best Male Supporting Role                        | Nagabonar Jadi 2                                 | Lauréat    |
| 2007  | Festival du film indonésien        | Citra Award for Best Supporting Actor            | Nagabonar Jadi 2                                 | Lauréat    |
| 2007  | Jakarta Film Festival              | Choice Supporting Role Actor                     | Nagabonar Jadi 2                                 | Nomination |
| 2007  | Indonesian Movie Awards            | Best Supporting Actor                            | Gie                                              | Nomination |
| 2007  | Indonesian Movie Awards            | Favorite Supporting Actor                        | Gie                                              | Nomination |
| 2008  | Indonesian Movie Awards            | Best Supporting Actor                            | Nagabonar Jadi 2                                 | Nomination |
| 2008  | Festival du film indonésien        | Best Supporting Actor                            | Kawin Kontrak                                    | Nomination |
| 2009  | Dahsyatnya Awards                  | Outstanding Video Clip Model                     | "Malaikat Juga Tahu" (performed by Dewi Lestari) | Lauréat    |
| 2009  | Indonesian Movie Awards            | Best Actor                                       | Pencarian Terakhir                               | Nomination |
| 2009  | Indonesian Movie Awards            | Favorite Actor                                   | Pencarian Terakhir                               | Nomination |
| 2009  | Indonesian Movie Awards            | Best Supporting Actor                            | Kawin Kontrak Lagi                               | Lauréat    |
| 2009  | Indonesian Movie Awards            | Favorite Supporting Actor                        | Kawin Kontrak Lagi                               | Nomination |
| 2010  | Festival du film indonésien        | Citra Award for Best Leading Actor               | Red CobeX                                        | Nomination |
| 2011  | Bandung Film Festival              | Best Male Leading Role                           | Sang Pencerah                                    | Lauréat    |
| 2011  | Indonesian Movie Awards            | Best Actor                                       | Sang Pencerah                                    | Nomination |
| 2011  | Indonesian Movie Awards            | Favorite Actor                                   | Sang Pencerah                                    | Nomination |
| 2011  | Indonesian Movie Awards            | Best Actor                                       | Darah Garuda                                     | Nomination |
| 2011  | Indonesian Movie Awards            | Favorite Actor                                   | Darah Garuda                                     | Nomination |
| 2011  | Dahsyatnya Awards                  | Outstanding Video Clip Model                     | "Tuhan Maha Cinta" (performed by Nidji)          | Lauréat    |
| 2012  | Festival du film indonésien        | Citra Award for Best Supporting Actor            | Rumah di Seribu Ombak                            | Nomination |
| 2013  | Festival du film indonésien        | Citra Award for Best Leading Actor               | Rectoverso                                       | Nomination |
| 2013  | Maya Awards                        | Best Actor in an Omnibus                         | Rectoverso                                       | Lauréat    |
| 2013  | Indonesian Movie Awards            | Best Actor                                       | Rectoverso                                       | Lauréat    |
| 2013  | Indonesian Movie Awards            | Favorite Actor                                   | Rectoverso                                       | Nomination |
| 2013  | Indonesian Movie Awards            | Best Chemistry (with Dewi Irawan)                | Rectoverso                                       | Lauréat    |
| 2014  | Indonesian Movie Awards            | Best Supporting Actor                            | Soekarno                                         | Lauréat    |
| 2014  | Maya Awards                        | Best Actor in a Supporting Role                  | Soekarno                                         | Nomination |
| 2014  | Maya Awards                        | Arifin C Noer (Non Effectively Brief Appearance) | Negeri Tanpa Telinga                             | Nomination |
| 2014  | Indonesian Choice Awards           | Actor of the Year                                | Lukman Sardi                                     | Nomination |
| 2015  | Showbiz Indonesia Awards           | Movie Director of the Year                       | Lukman Sardi                                     | Lauréat    |
| 2015  | Indonesian Movie Awards            | Best Chemistry                                   | 7/24 (with Dian Sastrowardoyo)                   | Lauréat    |
| 2016  | Indonesian Box Office Movie Awards | Best Director                                    | Di Balik 98                                      | Lauréat    |